# Rhinolophus maendeleo
Rhinolophus maendeleo là một loài động vật có vú trong họ Dơi lá mũi, bộ Dơi. Loài này được Kock, Csorba, & Howell mô tả năm 2000.